# Basketball-Europameisterschaft 1959
Die 11. Basketball-Europameisterschaft der Herren (offiziell: Eurobasket 1959) fand vom 21. bis 31. Mai 1959 in Istanbul statt. Titelverteidiger UdSSR sicherte sich erneut die Goldmedaille. Hinter der sowjetischen Auswahl belegte die Tschechoslowakei den Silber-Rang, Bronze ging an Frankreich. Neben Israel, dessen Team aus politischen Gründen bei der EM startete, gehörte mit dem Iran ein weiteres nichteuropäisches Land zum Teilnehmerfeld.

## Vorrunde
Die Vorrunde wurde in vier Gruppen mit je einmal fünf bzw. dreimal vier Mannschaften ausgetragen. Der Sieger eines Spiels erhielt zwei Punkte, der Verlierer einen Punkt. Stand ein Spiel am Ende der regulären Spielzeit unentschieden, so gab es Verlängerung. Bei Punktgleichheit entschied der direkte Vergleich gegeneinander.
Die beiden Erst- und Zweitplatzierten jeder Gruppe waren für die Halbfinalrunde gesetzt und hatten Platz 8 bereits sicher. Die restlichen Mannschaften spielten in den Platzierungsrunden um den 9. EM-Platz.

### Gruppe A
| Spiel | Team 1           | Team 2   | Ergebnis    | 1. H. | 2. H. | Verl. |
| ----- | ---------------- | -------- | ----------- | ----- | ----- | ----- |
| A 1   | Finnland         | Polen    | 57:72       | 29:39 | 28:33 | –     |
| A 2   | Tschechoslowakei | Spanien  | 85:62       | 40:27 | 45:35 | –     |
| A 3   | Spanien          | Finnland | 57:43       | 27:22 | 30:21 | –     |
| A 4   | Tschechoslowakei | Polen    | 82:51       | 42:15 | 40:36 | –     |
| A 5   | Tschechoslowakei | Finnland | 93:47       | 49:23 | 44:24 | –     |
| A 6   | Polen            | Spanien  | 61:58 n. V. | 28:28 | 27:27 | 6:3   |

| Platz | Team             | Spiele | Siege | Niederl. | Punkte | Körbe   | Diff | qualifiziert für    |
| ----- | ---------------- | ------ | ----- | -------- | ------ | ------- | ---- | ------------------- |
| 1     | Tschechoslowakei | 3      | 3     | 0        | 6      | 260:160 | +100 | Halbfinalrunde      |
| 2     | Polen            | 3      | 2     | 1        | 5      | 184:197 | −013 | Halbfinalrunde      |
| 3     | Spanien          | 3      | 1     | 2        | 4      | 177:189 | −012 | Platzierungsrunde I |
| 4     | Finnland         | 3      | 0     | 3        | 3      | 147:222 | −075 | Platzierungsrunde I |

### Gruppe B
| Spiel | Team 1      | Team 2      | Ergebnis | 1. H. | 2. H. | Verl. |
| ----- | ----------- | ----------- | -------- | ----- | ----- | ----- |
| B 1   | Belgien     | Türkei      | 61:50    | 22:28 | 39:22 | –     |
| B 2   | Bulgarien   | Jugoslawien | 80:72    | 42:35 | 38:37 | –     |
| B 3   | Türkei      | Jugoslawien | 66:70    | 30:30 | 36:40 | –     |
| B 4   | Bulgarien   | Belgien     | 77:79    | 39:46 | 38:33 | –     |
| B 5   | Jugoslawien | Belgien     | 60:56    | 34:21 | 26:35 | –     |
| B 6   | Bulgarien   | Türkei      | 62:57    | 32:23 | 30:34 | –     |

| Platz | Team        | Spiele | Siege | Niederl. | Punkte | Körbe   | Diff | qualifiziert für    |
| ----- | ----------- | ------ | ----- | -------- | ------ | ------- | ---- | ------------------- |
| 1     | Bulgarien   | 3      | 2     | 1        | 5      | 219:208 | +11  | Halbfinalrunde      |
| 2     | Belgien     | 3      | 2     | 1        | 5      | 196:187 | +09  | Halbfinalrunde      |
| 3     | Jugoslawien | 3      | 2     | 1        | 5      | 202:202 | ±0   | Platzierungsrunde I |
| 4     | Türkei      | 3      | 0     | 3        | 3      | 173:193 | −20  | Platzierungsrunde I |

### Gruppe C
| Spiel | Team 1     | Team 2     | Ergebnis | 1. H. | 2. H. | Verl. |
| ----- | ---------- | ---------- | -------- | ----- | ----- | ----- |
| C 1   | Italien    | Israel     | 74:59    | 30:30 | 44:29 | –     |
| C 2   | UdSSR      | Frankreich | 80:48    | 42:23 | 38:25 | –     |
| C 3   | DDR        | UdSSR      | 37:87    | 20:43 | 17:44 | –     |
| C 4   | Frankreich | Israel     | 77:66    | 29:31 | 48:35 | –     |
| C 5   | Israel     | DDR        | 79:67    | 44:37 | 35:30 | –     |
| C 6   | Frankreich | Italien    | 50:47    | 22:24 | 28:23 | –     |
| C 7   | Italien    | DDR        | 85:65    | 37:33 | 48:32 | –     |
| C 8   | UdSSR      | Israel     | 90:44    | 44:25 | 46:19 | –     |
| C 9   | Frankreich | DDR        | 77:35    | 39:16 | 38:19 | –     |
| C10   | UdSSR      | Italien    | 59:44    | 26:15 | 33:29 | –     |

| Platz | Team       | Spiele | Siege | Niederl. | Punkte | Körbe   | Diff | qualifiziert für    |
| ----- | ---------- | ------ | ----- | -------- | ------ | ------- | ---- | ------------------- |
| 1     | UdSSR      | 4      | 4     | 0        | 8      | 316:173 | +143 | Halbfinalrunde      |
| 2     | Frankreich | 4      | 3     | 1        | 7      | 252:228 | +024 | Halbfinalrunde      |
| 3     | Italien    | 4      | 2     | 2        | 6      | 250:233 | +017 | Platzierungsrunde I |
| 4     | Israel     | 4      | 1     | 3        | 5      | 248:308 | −060 | Platzierungsrunde I |
| 5     | DDR        | 4      | 0     | 4        | 4      | 204:328 | −124 | Platzierungsrunde I |

### Gruppe D
| Spiel | Team 1     | Team 2     | Ergebnis | 1. H. | 2. H. | Verl. |
| ----- | ---------- | ---------- | -------- | ----- | ----- | ----- |
| D 1   | Ungarn     | Iran       | 109:48   | 50:23 | 59:25 | –     |
| D 2   | Rumänien   | Österreich | 083:48   | 33:21 | 50:27 | –     |
| D 3   | Österreich | Ungarn     | 043:92   | 23:36 | 20:56 | –     |
| D 4   | Iran       | Rumänien   | 048:65   | 19:31 | 29:34 | –     |
| D 5   | Österreich | Iran       | 042:49   | 26:18 | 16:31 | –     |
| D 6   | Rumänien   | Ungarn     | 062:53   | 28:25 | 34:28 | –     |

| Platz | Team       | Spiele | Siege | Niederl. | Punkte | Körbe   | Diff | qualifiziert für    |
| ----- | ---------- | ------ | ----- | -------- | ------ | ------- | ---- | ------------------- |
| 1     | Rumänien   | 3      | 3     | 0        | 6      | 210:149 | +061 | Halbfinalrunde      |
| 2     | Ungarn     | 3      | 2     | 1        | 5      | 254:153 | +101 | Halbfinalrunde      |
| 3     | Iran       | 3      | 1     | 2        | 4      | 145:216 | −071 | Platzierungsrunde I |
| 4     | Österreich | 3      | 0     | 3        | 3      | 133:224 | −091 | Platzierungsrunde I |

## Platzierungsrunde I
Sämtliche Mannschaften, die in ihrer Vorrundengruppe die beiden ersten Plätze für das Weiterkommen verpasst hatten, spielten in drei Gruppen die Plätze 9 bis 17 aus. Dabei war Rang eins notwendig, um anschließend an den Spielen um Platz 9 teilnehmen zu können. Der zweite Rang jeder Gruppe berechtigte an der Spiel-Teilnahme um Platz 12, während die drei Letztplatzierten die Platzierungsspiele um EM-Rang 15 zu bestreiten hatten.

### Gruppe 1
| Spiel | Team 1      | Team 2      | Ergebnis | 1. H. | 2. H. | Verl. |
| ----- | ----------- | ----------- | -------- | ----- | ----- | ----- |
| 1/ 1  | Jugoslawien | Österreich  | 80:58    | 32:29 | 48:29 | –     |
| 1/ 2  | DDR         | Jugoslawien | 61:95    | 25:43 | 36:52 | –     |
| 1/ 3  | DDR         | Österreich  | 61:50    | 33:25 | 28:25 | –     |

| Platz | Team        | Spiele | Siege | Niederl. | Punkte | Körbe   | Diff | qualifiziert für                 |
| ----- | ----------- | ------ | ----- | -------- | ------ | ------- | ---- | -------------------------------- |
| 1     | Jugoslawien | 2      | 2     | 0        | 4      | 175:119 | +56  | Platzierungsrunde II Platz 9–11  |
| 2     | DDR         | 2      | 1     | 1        | 3      | 122:145 | −23  | Platzierungsrunde II Platz 12–14 |
| 3     | Österreich  | 2      | 0     | 2        | 2      | 108:141 | −33  | Platzierungsrunde II Platz 15–17 |

### Gruppe 2
| Spiel | Team 1  | Team 2  | Ergebnis | 1. H. | 2. H. | Verl. |
| ----- | ------- | ------- | -------- | ----- | ----- | ----- |
| 2/ 1  | Türkei  | Spanien | 53:50    | 25:21 | 28:29 | –     |
| 2/ 2  | Türkei  | Italien | 55:73    | 25:39 | 30:34 | –     |
| 2/ 3  | Italien | Spanien | 65:45    | 25:19 | 40:26 | –     |

| Platz | Team    | Spiele | Siege | Niederl. | Punkte | Körbe   | Diff | qualifiziert für                 |
| ----- | ------- | ------ | ----- | -------- | ------ | ------- | ---- | -------------------------------- |
| 1     | Italien | 2      | 2     | 0        | 4      | 138:100 | +38  | Platzierungsrunde II Platz 9–11  |
| 2     | Türkei  | 2      | 1     | 1        | 3      | 108:123 | −15  | Platzierungsrunde II Platz 12–14 |
| 3     | Spanien | 2      | 0     | 2        | 2      | 095:118 | −23  | Platzierungsrunde II Platz 15–17 |

### Gruppe 3
| Spiel | Team 1 | Team 2   | Ergebnis | 1. H. | 2. H. | Verl. |
| ----- | ------ | -------- | -------- | ----- | ----- | ----- |
| 3/ 1  | Israel | Finnland | 56:55    | 26:29 | 30:26 | –     |
| 3/ 2  | Iran   | Finnland | 37:69    | 19:32 | 18:37 | –     |
| 3/ 3  | Israel | Iran     | 68:43    | 35:11 | 33:32 | –     |

| Platz | Team     | Spiele | Siege | Niederl. | Punkte | Körbe   | Diff | qualifiziert für                 |
| ----- | -------- | ------ | ----- | -------- | ------ | ------- | ---- | -------------------------------- |
| 1     | Israel   | 2      | 2     | 0        | 4      | 124:098 | +26  | Platzierungsrunde II Platz 9–11  |
| 2     | Finnland | 2      | 1     | 1        | 3      | 124:093 | +31  | Platzierungsrunde II Platz 12–14 |
| 3     | Iran     | 2      | 0     | 2        | 2      | 080:137 | −57  | Platzierungsrunde II Platz 15–17 |

## Platzierungsrunde II

### Platz 15 bis 17
Die drei Letztplatzierten der Platzierungsrunde I spielten im Gruppenmodus um EM-Platz 15.
| Spiel | Team 1     | Team 2     | Ergebnis | 1. H. | 2. H. | Verl. |
| ----- | ---------- | ---------- | -------- | ----- | ----- | ----- |
| 3/ 1  | Spanien    | Österreich | 64:33    | 32:14 | 32:19 | –     |
| 3/ 2  | Österreich | Iran       | 60:49    | 34:27 | 26:22 | –     |
| 3/ 3  | Spanien    | Iran       | 71:42    | 28:16 | 43:26 | –     |

| Platz | Team       | Spiele | Siege | Niederl. | Punkte | Körbe   | Diff |
| ----- | ---------- | ------ | ----- | -------- | ------ | ------- | ---- |
| 1     | Spanien    | 2      | 2     | 0        | 4      | 135:075 | +60  |
| 2     | Österreich | 2      | 1     | 1        | 3      | 093:113 | −20  |
| 3     | Iran       | 2      | 0     | 2        | 2      | 091:131 | −40  |

### Platz 12 bis 14
Die drei Zweitplatzierten der Platzierungsrunde I spielten im Gruppenmodus um EM-Platz 12.
| Spiel | Team 1 | Team 2   | Ergebnis | 1. H. | 2. H. | Verl. |
| ----- | ------ | -------- | -------- | ----- | ----- | ----- |
| 2/ 1  | Türkei | DDR      | 54:53    | 31:29 | 23:24 | –     |
| 2/ 2  | DDR    | Finnland | 49:60    | 23:34 | 26:26 | –     |
| 2/ 3  | Türkei | Finnland | 62:57    | 27:22 | 35:35 | –     |

| Platz | Team     | Spiele | Siege | Niederl. | Punkte | Körbe   | Diff |
| ----- | -------- | ------ | ----- | -------- | ------ | ------- | ---- |
| 1     | Türkei   | 2      | 2     | 0        | 4      | 116:110 | +06  |
| 2     | Finnland | 2      | 1     | 1        | 3      | 117:111 | +06  |
| 3     | DDR      | 2      | 0     | 2        | 2      | 102:114 | −12  |

### Platz 9 bis 11
Die drei Erstplatzierten der Platzierungsrunde I spielten im Gruppenmodus um EM-Platz 9.
| Spiel | Team 1      | Team 2      | Ergebnis | 1. H. | 2. H. | Verl. |
| ----- | ----------- | ----------- | -------- | ----- | ----- | ----- |
| 1/ 1  | Italien     | Jugoslawien | 76:78    | 29:36 | 47:42 | –     |
| 1/ 2  | Jugoslawien | Israel      | 72:54    | 28:29 | 44:25 | –     |
| 1/ 3  | Italien     | Israel      | 75:56    | 34:33 | 41:23 | –     |

| Platz | Team        | Spiele | Siege | Niederl. | Punkte | Körbe   | Diff |
| ----- | ----------- | ------ | ----- | -------- | ------ | ------- | ---- |
| 1     | Jugoslawien | 2      | 2     | 0        | 4      | 150:130 | +20  |
| 2     | Italien     | 2      | 1     | 1        | 3      | 151:134 | +17  |
| 3     | Israel      | 2      | 0     | 2        | 2      | 110:147 | −37  |

## Halbfinalrunde
Sämtliche Erst- und Zweitplatzierte der Vorrundengruppen spielten in zwei Gruppen um den Einzug in die Finalrunde, für deren Teilnahme jeweils Rang eins bzw. zwei notwendig war. Analog dazu bedeutete der dritte bzw. vierte Rang jeder Gruppe die Teilnahme an den Spielen um EM-Platz 5.

### Gruppe 1
| Spiel | Team 1    | Team 2    | Ergebnis | 1. H. | 2. H. | Verl. |
| ----- | --------- | --------- | -------- | ----- | ----- | ----- |
| 1/ 1  | UdSSR     | Polen     | 78:59    | 28:23 | 50:36 | –     |
| 1/ 2  | Bulgarien | Ungarn    | 52:67    | 22:33 | 30:34 | –     |
| 1/ 3  | Ungarn    | Polen     | 63:56    | 29:32 | 34:24 | –     |
| 1/ 4  | UdSSR     | Bulgarien | 66:60    | 34:38 | 32:22 | –     |
| 1/ 5  | Bulgarien | Polen     | 69:57    | 33:29 | 36:28 | –     |
| 1/ 6  | Ungarn    | UdSSR     | 60:69    | 27:36 | 33:33 | –     |

| Platz | Team      | Spiele | Siege | Niederl. | Punkte | Körbe   | Diff | qualifiziert für       |
| ----- | --------- | ------ | ----- | -------- | ------ | ------- | ---- | ---------------------- |
| 1     | UdSSR     | 3      | 3     | 0        | 6      | 213:179 | +34  | Finalrunde Platz 1 - 4 |
| 2     | Ungarn    | 3      | 2     | 1        | 5      | 190:177 | +13  | Finalrunde Platz 1 - 4 |
| 3     | Bulgarien | 3      | 1     | 2        | 4      | 181:190 | −09  | Finalrunde Platz 5 - 8 |
| 4     | Polen     | 3      | 0     | 3        | 3      | 172:210 | −38  | Finalrunde Platz 5 - 8 |

### Gruppe 2
| Spiel | Team 1           | Team 2           | Ergebnis    | 1. H. | 2. H. | Verl. |
| ----- | ---------------- | ---------------- | ----------- | ----- | ----- | ----- |
| 2/ 1  | Tschechoslowakei | Belgien          | 76:49       | 45:31 | 31:18 | –     |
| 2/ 2  | Rumänien         | Frankreich       | 52:61       | 26:29 | 26:32 | –     |
| 2/ 3  | Belgien          | Frankreich       | 63:66       | 23:36 | 40:30 | –     |
| 2/ 4  | Rumänien         | Tschechoslowakei | 59:66       | 33:31 | 26:35 | –     |
| 2/ 5  | Rumänien         | Belgien          | 76:79 n. V. | 30:39 | 40:31 | 6:9   |
| 2/ 6  | Frankreich       | Tschechoslowakei | 52:49       | 20:26 | 32:23 | –     |

| Platz | Team             | Spiele | Siege | Niederl. | Punkte | Körbe   | Diff | qualifiziert für       |
| ----- | ---------------- | ------ | ----- | -------- | ------ | ------- | ---- | ---------------------- |
| 1     | Frankreich       | 3      | 3     | 0        | 6      | 179:164 | +15  | Finalrunde Platz 1 - 4 |
| 2     | Tschechoslowakei | 3      | 2     | 1        | 5      | 191:160 | +31  | Finalrunde Platz 1 - 4 |
| 3     | Belgien          | 3      | 1     | 2        | 4      | 191:218 | −27  | Finalrunde Platz 5 - 8 |
| 4     | Rumänien         | 3      | 0     | 3        | 3      | 187:206 | −19  | Finalrunde Platz 5 - 8 |

## Finalrunde

### Platz 5 bis 8
Sämtliche Mannschaften, die in ihrer Halbfinal-Gruppe die beiden ersten Plätze für das Weiterkommen verpasst hatten, spielten erneut im Gruppenmodus um EM-Platz 5. Dabei wurden die Ergebnisse der Mannschaften aus ein und derselben Halbfinal-Gruppe mit übernommen.
| Spiel | Team 1    | Team 2   | Ergebnis | 1. H. | 2. H. | Verl. |
| ----- | --------- | -------- | -------- | ----- | ----- | ----- |
| 2/ 1  | Bulgarien | Rumänien | 53:52    | 24:28 | 29:24 | –     |
| 2/ 2  | Polen     | Belgien  | 74:68    | 37:31 | 37:37 | –     |
| 2/ 3  | Polen     | Rumänien | 67:66    | 35:34 | 32:32 | –     |
| 2/ 4  | Bulgarien | Belgien  | 72:49    | 34:31 | 38:18 | –     |

| Platz | Team      | Spiele | Siege | Niederl. | Punkte | Körbe   | Diff |
| ----- | --------- | ------ | ----- | -------- | ------ | ------- | ---- |
| 1     | Bulgarien | 3      | 3     | 0        | 6      | 194:158 | +36  |
| 2     | Polen     | 3      | 2     | 1        | 5      | 198:203 | −05  |
| 3     | Belgien   | 3      | 1     | 2        | 4      | 196:222 | −26  |
| 4     | Rumänien  | 3      | 0     | 3        | 3      | 194:199 | −05  |

### Platz 1 bis 4
Die jeweils Erst- und Zweitplatzierten aus der Halbfinalrunde spielten erneut im Gruppenmodus um den Europameistertitel. Dabei wurden die Ergebnisse der Mannschaften aus ein und derselben Halbfinal-Gruppe mit übernommen.
| Spiel | Team 1     | Team 2           | Ergebnis | 1. H. | 2. H. | Verl. |
| ----- | ---------- | ---------------- | -------- | ----- | ----- | ----- |
| 1/ 1  | Frankreich | Ungarn           | 60:62    | 24:36 | 36:26 | –     |
| 1/ 2  | UdSSR      | Tschechoslowakei | 83:72    | 40:38 | 43:34 | –     |
| 1/ 3  | Ungarn     | Tschechoslowakei | 61:71    | 21:32 | 40:39 | –     |
| 1/ 4  | UdSSR      | Frankreich       | 88:72    | 37:30 | 51:42 | –     |

| Platz | Team             | Spiele | Siege | Niederl. | Punkte | Körbe   | Diff |
| ----- | ---------------- | ------ | ----- | -------- | ------ | ------- | ---- |
| 1     | UdSSR            | 3      | 3     | 0        | 6      | 240:204 | +36  |
| 2     | Tschechoslowakei | 3      | 1     | 2        | 4      | 192:196 | −04  |
| 3     | Frankreich       | 3      | 1     | 2        | 4      | 184:199 | −15  |
| 4     | Ungarn           | 3      | 1     | 2        | 4      | 183:200 | −17  |

## Endstand
| Rang | Team             | Siege : Niederl. | Korbverhältnis |
| ---- | ---------------- | ---------------- | -------------- |
| 1    | UdSSR            | 9 : 0            | 1,4113         |
| 2    | Tschechoslowakei | 6 : 2            | 1,2802         |
| 3    | Frankreich       | 6 : 3            | 1,0387         |
| 4    | Ungarn           | 5 : 3            | 1,2299         |
| 5    | Bulgarien        | 5 : 3            | 1,0521         |
| 6    | Polen            | 4 : 4            | 0,9187         |
| 7    | Belgien          | 3 : 5            | 0,9147         |
| 8    | Rumänien         | 3 : 5            | 1,0842         |
| 9    | Jugoslawien      | 6 : 1            | 1,1685         |
| 10   | Italien          | 5 : 3            | 1,1542         |
| 11   | Israel           | 3 : 5            | 0,8716         |
| 12   | Türkei           | 3 : 4            | 0,9319         |
| 13   | Finnland         | 2 : 5            | 0,9108         |
| 14   | DDR              | 1 : 7            | 0,7291         |
| 15   | Spanien          | 3 : 4            | 1,0654         |
| 16   | Österreich       | 1 : 6            | 0,6987         |
| 17   | Iran             | 1 : 6            | 0,6529         |